# Bilhar do Futebol Clube do Porto
O Futebol Clube do Porto é um clube desportivo da cidade do Porto, Portugal, onde se praticam diversas modalidades. O presente artigo é sobre a sua secção de bilhar.

## Historia
"Dos 110 anos da história do FC Porto, estes 53 da Secção de são também uma parte importante. É uma Secção modelo da qual muito me orgulho, pela união de ideias de todos os que dela fazem parte..."

Jorge Nuno Pinto da Costa, 2003

A secção de bilhar do Futebol Clube do Porto nasceu em 1950 pela mão de Portugal da Mata. Renascida nos anos 60 sobretudo pela ação de Wilson Neves,  foi em 11 de Novembro de 1990 que, com Alípio Jorge Fernandes, a 3ª dimensão surgiu e deu-se o salto de gigante.
Instalada na antiga Sede, hoje a secção é um emblema muito prestigiado, contando com mais de uma centena de atletas, seis equipas masculinas e femininas, uma Escola de bilhar, a primeira em Portugal, e é considerada a maior organização europeia da modalidade.

### Galardão
A Real Federação Espanhola de Bilhar, condecorou o bilhar do FC Porto com o Galardão de Ouro, pelo contributo internacional em prol da modalidade.
Foi atribuído o galardão de ouro a Daniel Sánchez pelo seu palmarés desportivo. Alípio Jorge recebeu o Galardão de Ouro atribuído ao FC Porto (Bilhar), em representação do Presidente Jorge Nuno Pinto da Costa.

## Palmarés

### Carambola - 3 Tabelas

#### Internacional
- Taça dos Clubes Campeões Europeus: 3

1. Medalha de Ouro: 3 (2016/17, 2021/22, 2022/23)
2. Medalha de Prata: 6 (1998/99, 2007/08, 2011/12, 2015/16, 2018/19, 2023/24)
3. Medalha de Bronze: 7 (1971/72, 1995/96, 2004/05, 2010/11, 2013/14, 2014/15, 2017/18)

#### Nacional
- Campeonato Nacional: 27

1971/72, 1975/76, 1980/81, 1982/83, 1983/84, 1987/88, 1992/93, 1993/94, 1996/97, 1999/00. 2001/02, 2002/03, 2004/05, 2005/06, 2006/07, 2007/08, 2010/11, 2011/12, 2012/13, 2013/14, 2015/16, 2016/17, 2017/18, 2018/19, 2020/21, 2021/22, 2022/23
- Taça de Portugal: 21

1983/84, 1993/94, 1994/95, 2001/02, 2002/03, 2003/04, 2005/06, 2006/07, 2007/08, 2010/11, 2011/12, 2012/13, 2013/14, 2014/15, 2016/17, 2017/18, 2018/19, 2020/21, 2021/22, 2022/23, 2023/24
- Supertaça de Portugal: 20

1994, 1997, 2000, 2001, 2003, 2004, 2006, 2008, 2011, 2012, 2013, 2014, 2015, 2016, 2018, 2019, 2020, 2022, 2023, 2024
- Torneio de Abertura: 8

2010/11, 2011/12, 2012/13, 2014/15, 2015/16, 2016/17, 2018/19, 2019/20

### Pool

#### Masculino
- Campeonato Nacional: 3

2000/01, 2001/02, 2002/03
- Taça de Portugal: 2

2001/02, 2002/03
- Supertaça de Portugal: 2

2001/02, 2002/03 

#### Feminino
- Campeonato Nacional: 15

1997/98, 2002/03, 2004/05, 2005/06, 2006/07, 2007/08, 2010/11, 2012/13, 2014/15, 2015/16, 2016/17, 2017/18, 2018/19, 2020/21, 2023/24
- Taça de Portugal: 15

1997/98, 1998/99, 1999/00, 2001/02, 2002/03, 2003/04, 2004/05, 2006/07, 2007/08, 2008/09, 2011/12, 2014/15, 2015/16, 2018/19, 2020/21
- Supertaça de Portugal: 15

1998, 2003, 2004, 2005, 2007, 2008, 2010, 2011, 2012, 2013, 2015, 2017, 2019, 2021, 2024

### Snooker
- Campeonato Nacional: 2

2015/16, 2016/17
- Taça de Portugal: 1

2016/17
- Supertaça de Portugal: 1

2015/16
 Atualizado em 6 de maio de 2025